# Shovkat Mammadova
Shovkat Mammadova (en azerí: Şövkət Məmmədova; Tiflis, 18 de abril de 1897 - Bakú, 8 de junio de 1981) fue la primera cantante de ópera de Azerbaiyán, profesora de música, Artista del Pueblo de la RSS de Azerbaiyán y de la Unión Soviética.

## Biografía
Shovkat Mammadova nació el 18 de abril de 1897 en Tiflis. En 1910 se graduó de la escuela de música en Tiflis y en 1911 fue a Italia para continuar su educación musical en el Conservatorio de Milán con la ayuda del filántropo Zeynalabdin Taghiyev y  su mujer Sona. El 13 de abril de 1912 Shovkat Mammadova interpretó por primera vez en el teatro de Taghiyev una parte de la comedia musical “Hombre y mujer” de Uzeyir Hajibeyov. En 1917-1921 estudió en el Conservatorio de Kiev (ahora Academia Nacional de Música de Ucrania Chaikovski). 
Desde 1921 hasta 1948 fue solista del Teatro de Ópera y Ballet Académico Estatal de Azerbaiyán. A partir de 1921 realizó giras por Moscú, San Petersburgo, Paris, Milan, Tabriz y Tiflis. En 1923 fundó la primera escuela de teatro en Azerbaiyán (ahora Universidad Estatal de Cultura y Arte de Azerbaiyán) y fue directora en 1923-1925. De 1946 a 1950 encabezó el departamento vocal en la Academia de Música de Bakú y  enseñó hasta el fin de su vida.
Shovkat Mammadova murió el 8 de junio de 1981 en Bakú y fue enterrada en el Callejón de Honor.

## Actividades en teatro
- 1921 – “La traviata” de Giuseppe Verdi
- 1922 – “Arshin mal alan” de Uzeyir Hajibeyov
- 1924 - “La doncella de nieve” de Nikolái Rimski-Kórsakov
- 1933 – “ El barbero de Sevilla” de Gioachino Rossini
- 1934 – “Shahsenem” de Reinhold Glière
- 1935 – “Nargiz” de Muslim Magomayev
- 1937 – “Los hugonotes” de Giacomo Meyerbeer
- ”La novia del zar” de Nikolái Rimski-Kórsakov
- ”Lakmé” de Léo Delibes
- ”Rigoletto” de Giuseppe Verdi
- ”Los cuentos de Hoffman” de Jacques Offenbach

## Premios y títulos
- Artista de Honor de la RSS de Azerbaiyán (1933)
- Artista del Pueblo de la RSS de Azerbaiyán (1934)
- Artista del pueblo de la URSS(1938)
- Orden de la Bandera Roja del Trabajo (1959)
- Orden de Lenin
- Orden de la Insignia de Honor
- Premio Estatal de la RSS de Azerbaiyán